# Кам'яна Гірка
Кам'яна́ Гірка́ — село в Україні, в Лугинській селищній територіальній громаді Коростенського району Житомирської області. Населення становить 55 осіб (2001).

## Історія
У 1906 році — слобода Лугинської волості Овруцького повіту Волинської губернії. Відстань від повітового міста 70 верст. Дворів 15, мешканців 88.
9 серпня 2016 року включене до складу новоутвореної Лугинської селищної територіальної громади Лугинського району Житомирської області. Від 19 липня 2020 року, разом з громадою, в складі новоствореного Коростенського району Житомирської області.